# استودیوهای المپیک

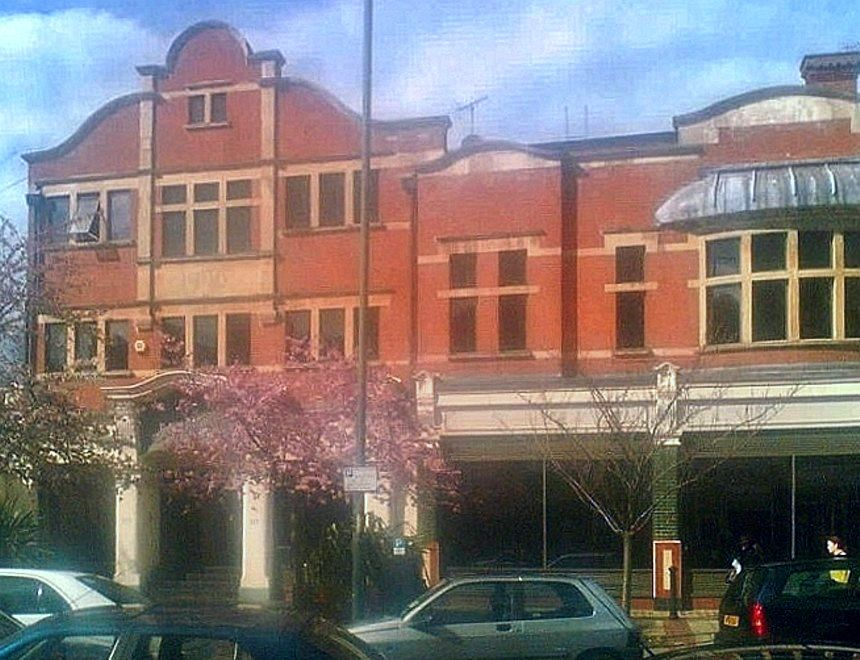
نمایی از ساختمان استودیوهای المپیک در سال ۲۰۰۸

استودیوهای المپیک (انگلیسی: Olympic Studios) یک ساختمان در منطقه بارنز، لندن است که در اوایل قرن بیست میلادی ساخته شده‌است.
این ساختمان در دهه ۱۹۲۰ به عنوان سالن تئاتر مورد استفاده قرار می‌گرفت اما در دهه ۱۹۳۰ و دوران پس از جنگ به سالن سینما تبدیل شد و سپس در دهه ۱۹۵۰ به عنوان استودیو تلویزیونی و استودیو ضبط موسیقی مورد استفاده قرار گرفت.
استودیوهای المپیک در سال ۱۹۸۷ توسط ویرجین رکوردز خریداری شد اما در دسامبر ۲۰۰۸ این شرکت اعلام کرد تأسیسات قدیمی استودیو بسته خواهد شد و این تصمیم در سال ۲۰۰۹ انجام شد، در تاریخ ۱۴ اکتبر ۲۰۱۳ این مجموعه با دو سالن سینما با ظرفیت ۱۳۰ و ۷۱ نفر و همچنین امکانات جدید ضبط موسیقی بازگشایی شد.

## هنرمندان استودیوهای المپیک، ۱۹۶۶–۲۰۰۹
- ۸۰۸ استیت[۱]
- ادل[۲]
- لی‌لی آلن[۳]
- آرکتیک مانکیز[۴]
- کورین بیلی ری[۵]
- شرلی بسی[۶]
- بیتلز[۷]
- بی. بی. کینگ[۸]
- تونی بنت[۹]
- المر برنستاین[۱۰]
- بیورک[۱۱]
- دیوید بویی[۱۲]
- دیوید برن[۱۳]
- جان کیل[۱۴]
- نیک کیو[۱۵]
- ری چارلز[۱۶]
- اریک کلپتون[۱۷]
- جو کاکر[۱۸]
- الویس کاستلو[۱۹]
- کالت[۲۰]
- کیور[۲۱]
- سامی دیویس جونیور[۲۲]
- دیپ پرپل[۲۳]
- دپش مد[۲۴]
- دانوان[۲۵]
- دورن دورن[۲۶]
- ایگلز[۲۷]
- سوفی الیس-بکستور[۲۸]
- ادیتورز[۲۹]
- برایان اینو[۳۰]
- فیرپورت کانونشن[۳۱]
- مرین فیث‌فول[۳۲]
- برایان فری[۳۳]
- الا فیتزجرالد[۳۴]
- پینک فلوید[۳۵]
- رابرت فریپ[۳۰]
- پیتر گابریل[۳۶]
- گلدفرپ[۳۷]
- دلتا گودرم[۳۸]
- هاوک‌ویند[۳۹]
- جیمی هندریکس اکسپرینس[۴۰]
- هاولین ولف[۴۱]
- جترو تال[۴۲]
- جوداس پریست[۴۳]
- کایزر چیفز[۴۴]
- کین[۴۵]
- کیلرز[۴۶]
- کی‌ال‌اف[۴۷]
- کینگ کریمسون[۴۸]
- لد زپلین[۴۹]
- لاو[۵۰]
- مدونا[۵۱]
- جرج مارتین[۵۲]
- مسیو اتک[۵۳]
- پل مک‌کارتنی[۵۴]
- استیو میلر بند[۵۵]
- مودی بلوز[۵۶]
- وان موریسون[۵۷]
- موریسی[۵۸]
- مایکل نایمن[۵۹]
- موتورهد[۶۰]
- اوئیسیز[۶۱]
- پیتر فرامپتون[۶۲]
- پلاسیبو[۶۳]
- رابرت پلنت[۶۴]
- ایگی پاپ[۶۵]
- بیلی پرستون[۶۶]
- پرایمل اسکریم[۶۷]
- پرینس[۶۸]
- پروکل هارم
- سوزی کواترو
- کوئین[۶۹]
- کوئینسی جونز[۷۰]
- رولینگ استونز
- راکسی میوزیک[۷۱]
- اسپایس گرلز[۷۲]
- سافت مشین[۷۳]
- کت استیونز[۷۴]
- باربارا استرایسند[۷۵]
- سوود[۷۶]
- سوپرترمپ[۷۷]
- ثین لیزی[۷۸]
- پیت تاونزند[۷۹]
- یوتو[۸۰]
- د ورو[۸۱]
- اسکات واکر[۸۲]
- ویشبون اش[۸۳]
- د هو[۸۴]
- راجر واترز[۸۵]
- استیوی واندر[۸۶]
- یاردبردز[۸۷]